# 막 단백질

광합성에 관여하는 틸라코이드 막의 막 단백질 복합체

막 단백질(膜蛋白質, 영어: membrane protein)은 생체막의 일부분이거나 생체막과 상호작용하는 단백질이다. 여기에는 막의 일부분이거나 막에 영구적으로 부착된 내재성 막 단백질과 일시적으로 인지질 이중층 혹은 다른 내재성 막 단백질에 부착되는 외재성 막 단백질이 포함된다. 내재성 막 단백질은 막을 가로지르는 막관통 단백질과 막의 한 쪽에만 부착된 내재성 단일체 단백질(integral monotopic protein)로 분류된다. 막 단백질은 용해성이 있는 구형 단백질, 섬유질 단백질, 무질서한 단백질과 마찬가지로 단백질의 일반적인 유형이다. 대부분의 게놈에서 모든 유전자의 20~30%가 막 단백질을 암호화한다고 추측된다.
다른 단백질과 비교하여, 막 단백질 구조의 결정은 자연환경과 분리된 단백질의 올바른 형태가 보존되는 실험조건을 설정하기 어렵기 때문에 많은 부분에서 문제로 남아있다.

## 기능
막 단백질은 생물체의 생존에 필수적인 다양한 기능을 수행한다.
- 수용체 막 단백질은 세포의 내부 및 외부 환경 사이에서 신호를 전달한다.
- 수송 단백질은 막을 가로질러 분자와 이온을 이동시킨다.
- 막 효소는 산화환원효소, 전이효소 또는 가수분해효소와 같은 많은 활성을 가질 수 있다.
- 세포 접착 분자는 세포가 서로를 확인하고 상호작용하도록 한다. 예를 들어, 면역 반응에 관련된 단백질이 포함된다.

### 내재성 막 단백질

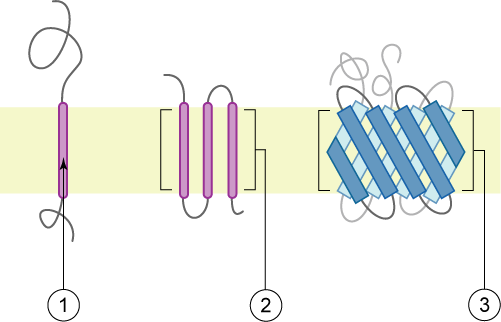
막관통 단백질의 도식 표현: 1. 단일 막관통 단백질 α-helix (bitopic 막 단백질), 2. 복합체 막관통 α-helical 단백질, 3. 복합체 막관통 β-sheet 단백질 막 밝은 갈색으로 표시되었다.

내재성 막 단백질은 막에 영구적으로 부착되어 있다. 이러한 단백질은 세제, 비극성 물질 혹은 때때로 변성제를 사용하여 생물학적 막으로부터 분리될 수 있다. 아직 기능적으로 특성화되지 않은 이러한 유형의 단백질의 한 예가 SMIM23이다. 이들은 인지질 이중층과의 관계에 따라 분류될 수 있다.
- 막 관통 단백질이라고 알려진 내재성 복합체 단백질(integral polytopic proteins)은 적어도 한 번 막을 가로지르는 내재성 막 단백질이다.

이러한 단백질은 상이한 막 관통 구조를 가질 수 있다. 이러한 단백질은 두 가지 구조 중 하나를 가지고 있다.
1. 모든 유형의 생물학적 막에 존재하는 helix bundle 단백질.
2. 오직 그람 음성균의 외막과 미토콘드리아와 엽록체의 외막에서 발견되는 beta barrel 단백질.

- 내재성 단일체 단백질(integral monotopic proteins)은 오직 막의 한쪽 면에만 부착되고 전체를 가로지르지 않는 내재성 막 단백질이다.

### 외재성 막 단백질

단일체 막 단백질과 세포막 사이의 서로 다른 유형의 상호 작용의 도식적 표현: 1. 막 면에 평행 한 양친매성 α-helix 에 의한 상호 작용 (평면 내 막 나선형), 2. 소수성 루프에 의한 상호 작용, 3. 공유 결합 막 지질, 4. 막 지질 과의 정전기적 또는 이온 상호 작용(예 : 칼슘 이온을 통한).

외재성 막 단백질은 소수성 상호작용, 정전기적 결합과 다른 비공유 상호작용에 의해 인지질 이중층 혹은 내재성 막 단백질에 일시적으로 부착된다. 외재성 막 단백질은 높은 pH 또는 높은 염 농도를 갖는 용액과 같은 극성 시약을 처리한 후에 해리된다.
내재성 막 단백질과 외재성 막 단백질들은 지방산 또는 프레닐 사슬 또는 인지질 이중층에 고정화된 GPI(glycosylphosphatidylinositol)와 함께 번역 후 변형될 수 있다.

### 폴리펩타이드 독소들
폴리펩타이드 독소들과 colicins 또는 hemolysins와 같은 많은 항균 펩타이드와 세포자살과 관련된 특정 단백질들은 때때로 분리된 범주로 여겨진다. 이러한 단백질들은 수용성이지만 비가역적으로 인지질 이중층과 결합할 수 있고 가역적 혹은 비가역적으로 막과 결합된다.

## 게놈
게놈은 유전체의 전체적인 DNA 세트를 가리키는 용어입니다. 이는 특정 생물종이나 유기체의 유전정보를 전부 포함하는데, 이는 그 종 또는 유기체의 생물학적 특성 및 발현을 결정합니다. 게놈은 유전자뿐만 아니라 비유전적인 DNA 영역도 포함하며, 이는 유전자 조절 및 기타 생물학적 기능에 기여합니다. 게놈 연구는 생물학, 의학, 질병 연구 등 다양한 분야에서 중요한 역할을 합니다.

## 종류
- 내재성 막 단백질 (integral membrane protein)
- 외재성 막 단백질 (peripheral membrane protein)
- 막관통 단백질 (transmembrane protein)
- 막 당단백질 (membrane glycoprotein)
- 지질 고정 막 단백질 (lipid anchored membrane protein)

## 같이 보기
- 단백질
- 세포막